# Rood sandelhout

Rood sandelhout is een klassieke edele houtsoort. Grote faam als meubelhout en voor luxe objecten geniet het vanwege toepassing door het hof van de diverse Chinese Keizerrijken. In het vrij recente verleden is het grootschalig gewonnen als leverancier van kleurstof (zie verfhout) en geëxporteerd naar Europa; daarbij werd de boom met wortel en tak verwerkt. Rond 1860 was dat afgelopen omdat de boom commercieel uitgeroeid was (en zo rond die tijd kwamen synthetische kleurstoffen beschikbaar). Een traditionele toepassing van de kleurstof is voor de rode stip die Hindoe vrouwen op het gezicht zetten.
Het hout is zwaar (zinkt net wel of net niet in water) en hard; het is rood van kleur (met duidelijke parenchymbanden), eventueel nadonkerend tot zwart van kleur. Het is mooi te draaien en af te werken. Naast het gebruik in exclusieve meubels wordt het toegepast voor snijwerk; hout met een onregelmatige draad is in Japan populair voor muziekinstrumenten.
Het wordt geleverd door een niet al te grote boomsoort (Pterocarpus santalinus) uit hetzelfde geslacht dat ook padoek en muninga levert. De soort komt van nature voor in een vrij klein deel van India, maar gezien het commerciële belang wordt het aangeplant. Er is een constante druk vanuit China waar het nog steeds een huizenhoge reputatie heeft, zodat het hout continue gestolen en gesmokkeld (het staat op de CITES II lijst) wordt.
De overeenkomst met (geel) sandelhout is beperkt tot een (licht) aromatische geur: om die reden wordt rood sandelhout wel bijgemengd in wierookmengsels.

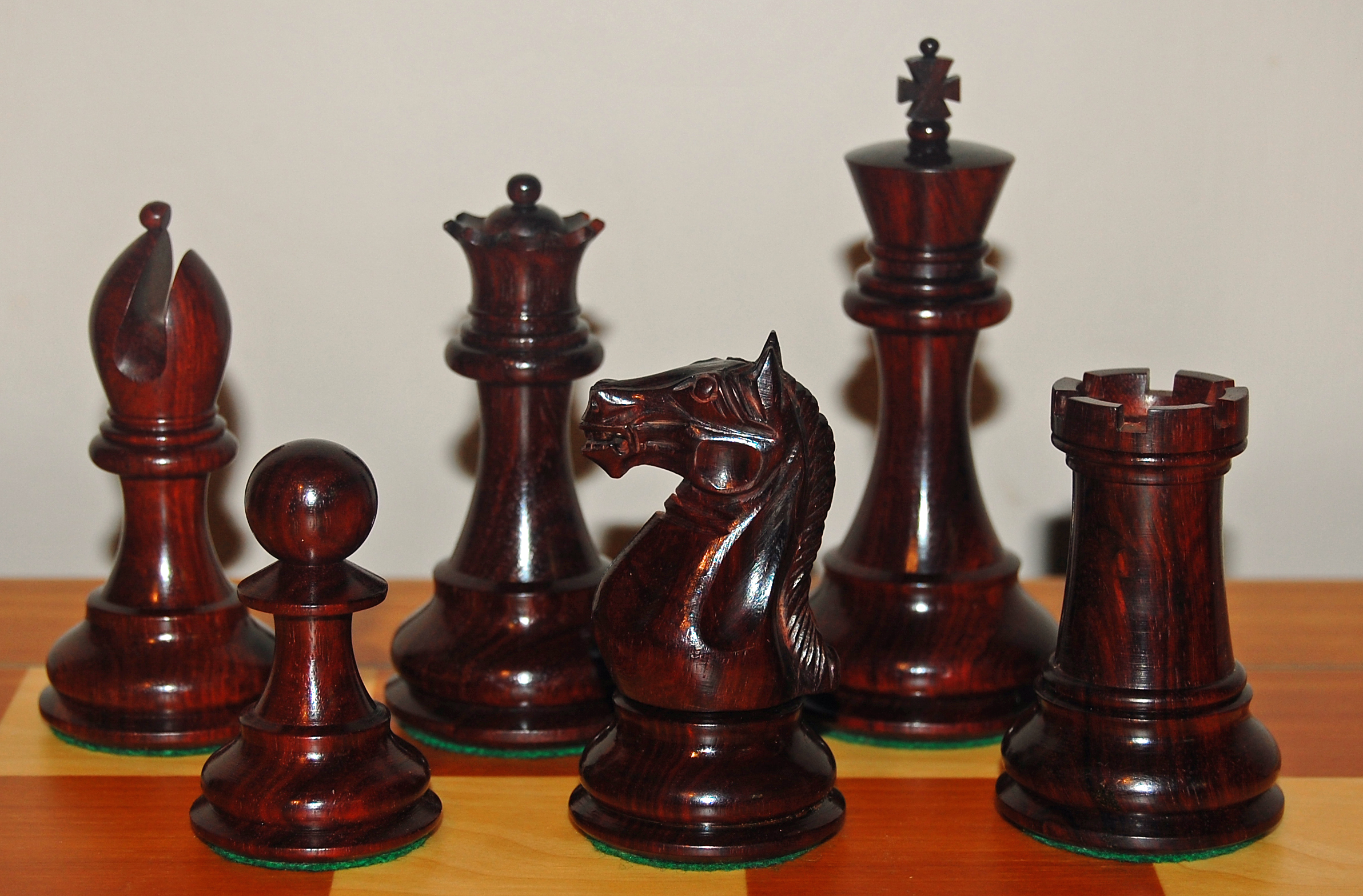
Schaakstukken
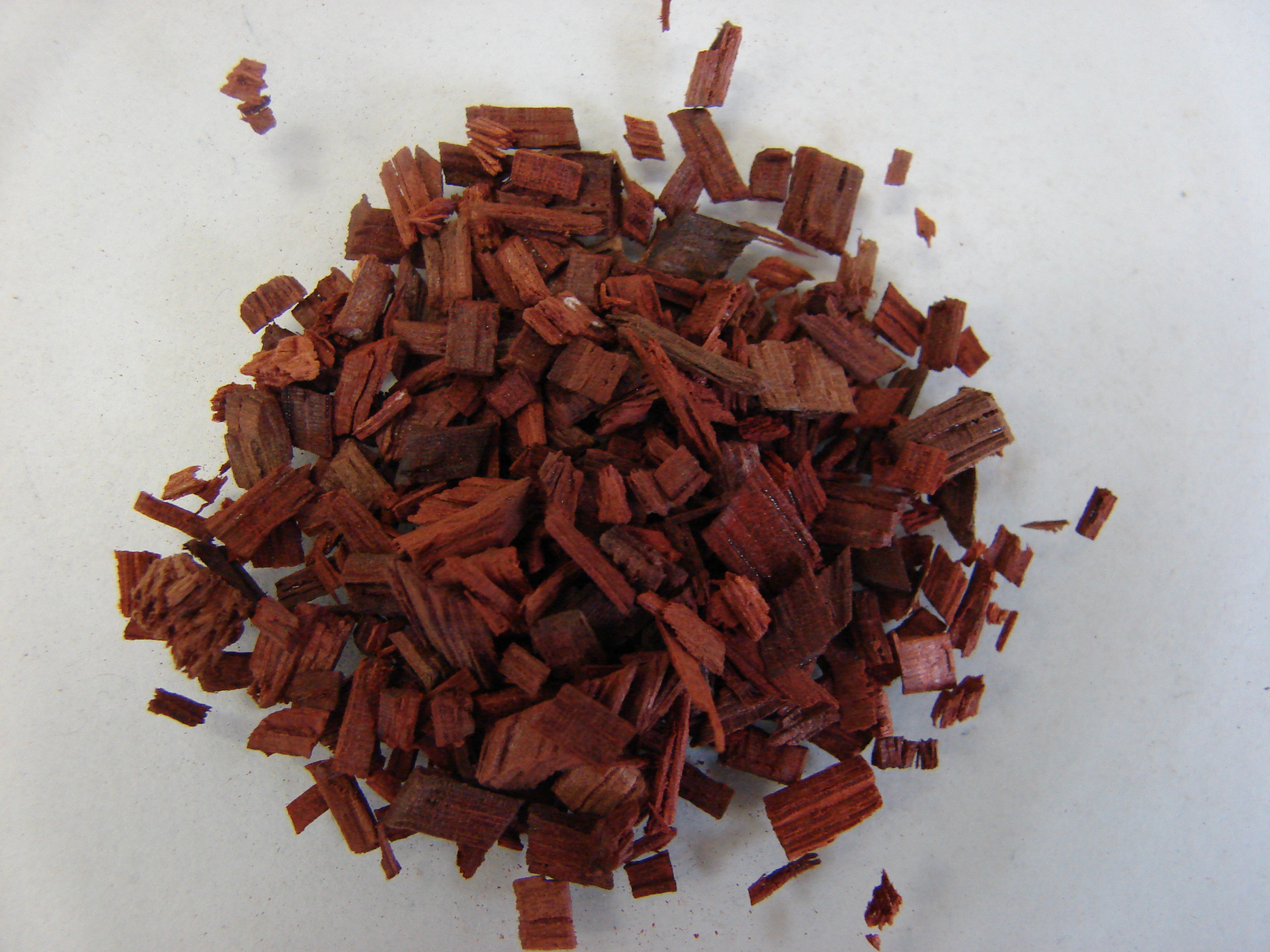
Gemalen
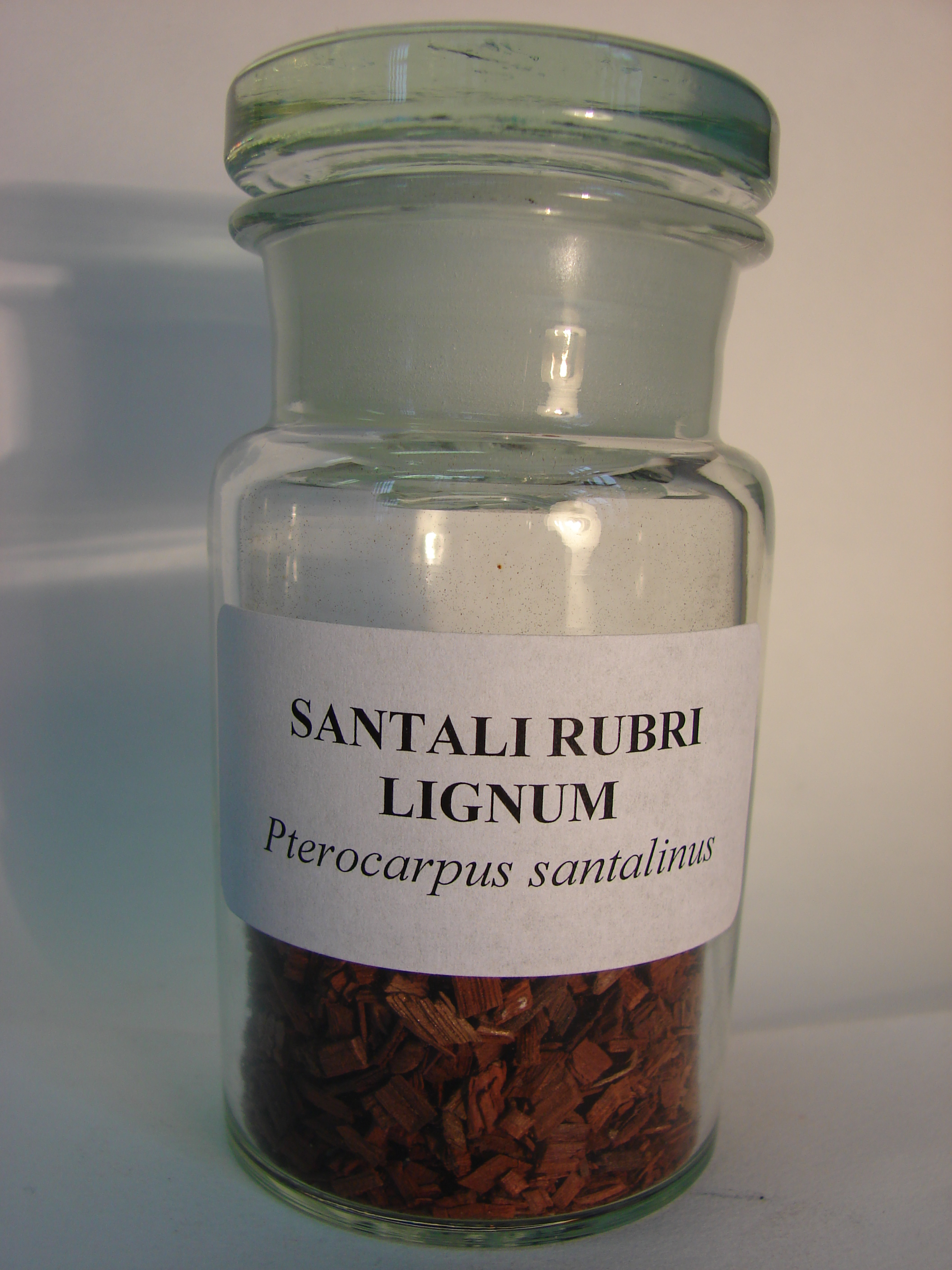
In flesje
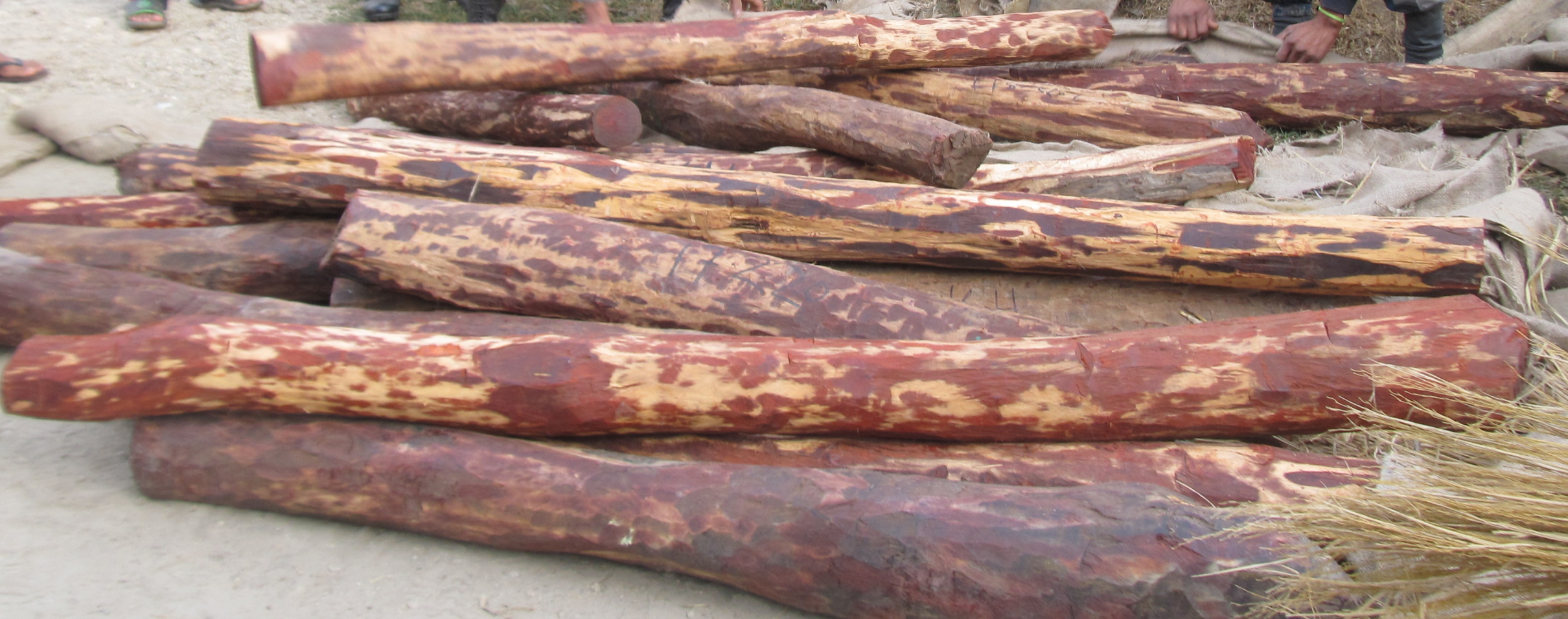
In beslag genomen smokkelwaar, Nepal
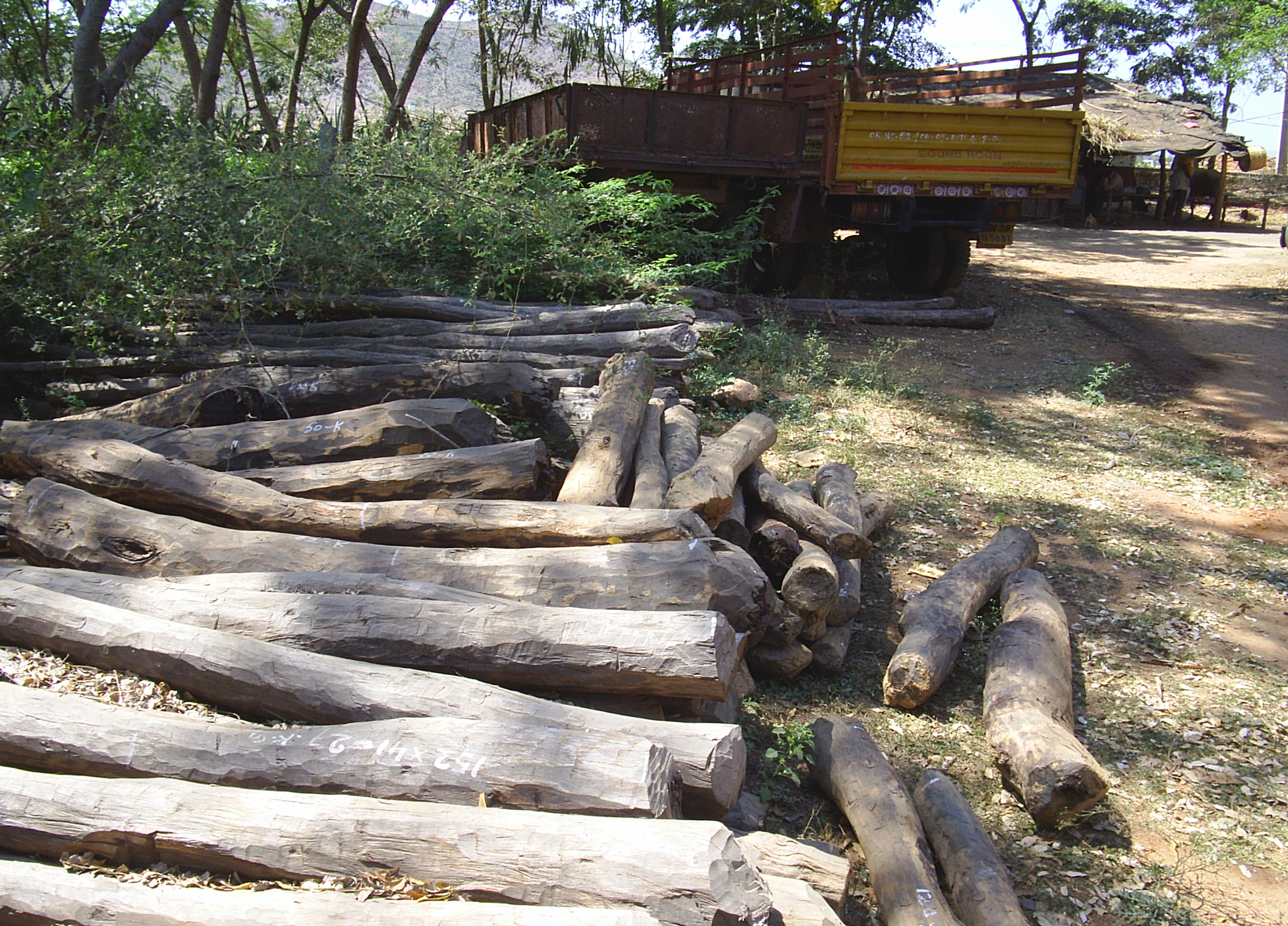
In beslag genomen smokkelwaar, India